# Šarūnas Birutis
Šarūnas Birutis, né le 20 septembre 1961 à Šiauliai, est un homme politique lituanien membre du Parti social-démocrate (LSDP).
Il est ministre de la Culture entre 2012 et 2016, et depuis 2024.

## Biographie

### Engagement politique
En 2004, il est élu député au Parlement européen et n'accomplit qu'un mandat de cinq ans. Devenu conseiller municipal de Vilnius, il se fait élire député au Seimas en 2012. Le 13 décembre suivant, il est nommé ministre de la Culture dans le gouvernement de coalition du social-démocrate Algirdas Butkevičius.
Il est remplacé le 13 décembre 2016 par l'indépendante Liana Ruokytė-Jonsson.